# Controverses liées aux Jeux olympiques d'été de 2024
Les controverses liées aux Jeux olympiques d'été de 2024 ont soulevé de nombreuses questions, tels que des questions de sécurité, de respect des Droits de l'Homme et la participation de pays impliqués dans des guerres et n'ayant pas respecté la trêve olympique.

## Participation de pays

### Participation de la délégation israélienne
Le 22 juillet 2024, le Comité olympique palestinien annonce avoir demandé au Comité international olympique d'exclure la délégation israélienne des Jeux olympiques de Paris 2024 pour avoir violé la trêve olympique. Stéphane Séjourné, le ministre français des Affaires étrangères déclare à ce propos : « Je tenais à dire, au nom de la France, que la délégation israélienne est la bienvenue en France pour ces JO. ». En réponse, son homologue israélien, Israël Katz, remercie l'engagement du ministre ainsi que les garanties concernant la sécurité des athlètes israéliens en soulignant : « Dans le contexte de menaces et d'appels au boycott, ce geste symbolique est particulièrement significatif ». Le 23 juillet, le Président Emmanuel Macron réitère ce soutien lors d'une interview télévisée en déclarant que les athlètes israéliens sont les bienvenus aux JO.
En coordination avec les forces de sécurité françaises, l’État hébreu a mis en place un dispositif sécuritaire exceptionnel pour les 88 sportifs du fait que les événements internationaux représentent une cible privilégiée pour les menaces et les attaques de divers groupes terroristes, en raison de l’impact médiatique qu’ils peuvent avoir. Le Conseil national de sécurité israélien (NSC) encourage les Israéliens présents aux Jeux olympiques à télécharger l’application Home Front Command tandis que le Shin Bet recommande aux athlètes israéliens de quitter le Village olympique dans les quarante-huit heures après la fin de la compétition. Gérald Darmanin, ministre de l'Intérieur, affirme que l’ensemble des délégations israéliennes seront « intégralement protégées par la police française 24 heures sur 24 y compris les arbitres ».

### Participation des athlètes d'Ukraine, de Russie et de Biélorussie
Après l'Invasion de l'Ukraine par la Russie le 24 février 2022, le Comité international olympique décide de ne plus organiser d'événement sportif en Russie ou en Biélorussie et qu'aucun symbole national de ces pays ne soit utilisé. Rapidement, les fédérations sportives internationales font de même et excluent ces deux pays de leurs compétitions,.
Le 16 novembre 2022, le Comité international paralympique vote en faveur de l'exclusion des comités paralympiques russe et biélorusse des Jeux paralympiques d'été de 2024.

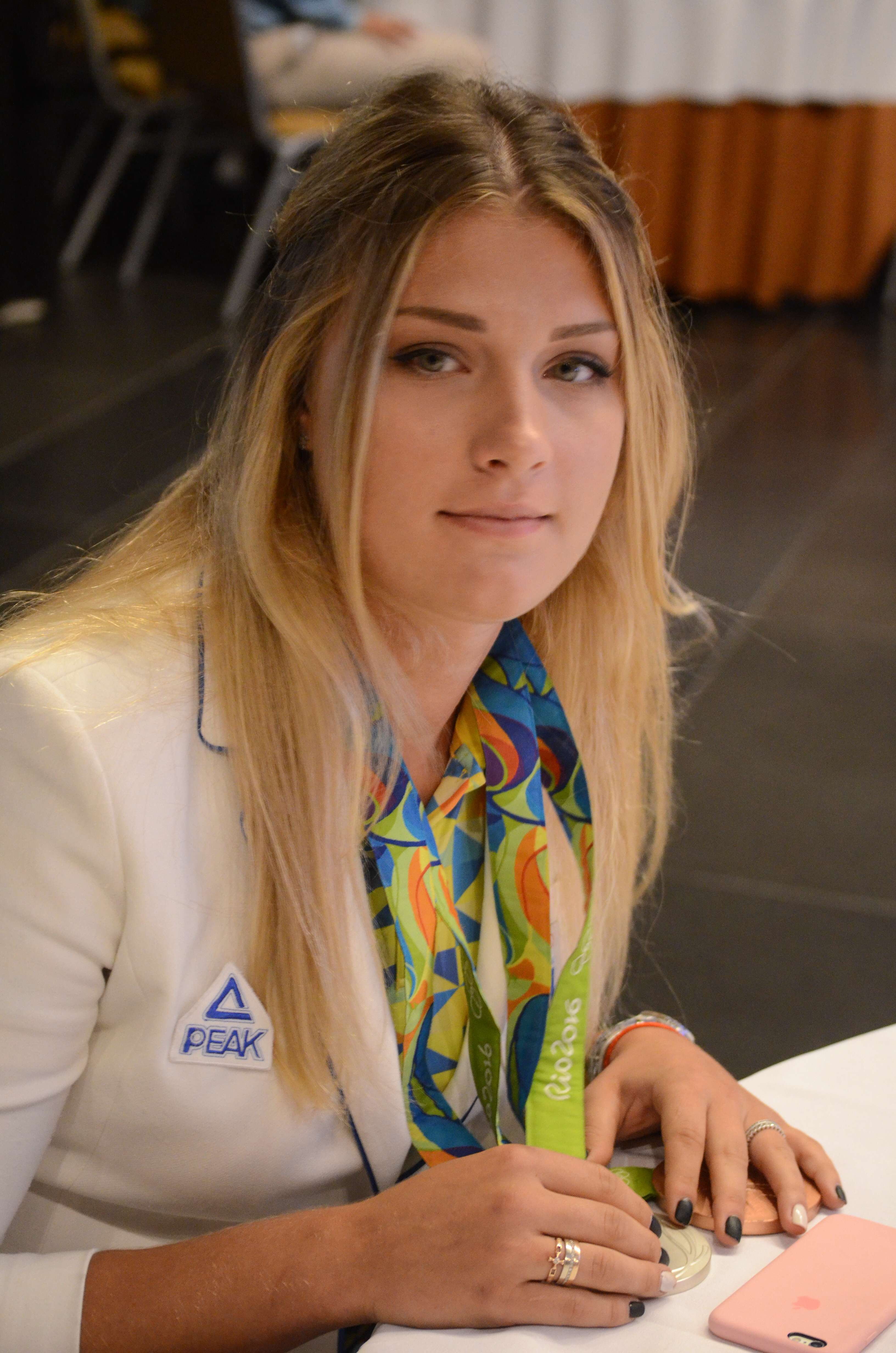
L'escrimeuse ukrainienne Olha Kharlan.

Toutefois, en janvier 2023, le CIO amorce un revirement et annonce son intention d'accepter des athlètes russes et biélorusses en tant qu'athlètes neutres. En réaction, plusieurs gouvernements européens menacent de boycotter les jeux, notamment le Danemark, la Pologne et les pays baltes. En janvier 2023, le président ukrainien Volodymyr Zelensky rappelle le refus de son pays de concourir en cas de présence de la Russie et de la Biélorussie. Il demande à la France d'exclure les athlètes russes et biélorusses, ce même sous bannière neutre, des jeux olympiques et paralympiques de 2024, mais ce choix relève de la seule compétence du CIO. Le ministre des sports ukrainien, Vadym Gutzeit affirme que son pays pourrait boycotter les Jeux si le CIO ne prenait pas des mesures allant dans cette direction.
Le 1er février 2023, deux rapporteuses spéciales indépendantes des Nations unies publient un rapport allant dans le sens d'un soutien à la réadmission d'athlètes russes et biélorusses, en félicitant cette prise de position respectant les valeurs de la charte olympique tout en demandant à l'instance olympique mondiale de garantir la non-discrimination de tout athlète en fonction de sa nationalité. Les États-Unis saluent la volonté de réintégrer les athlètes russes et biélorusses. En mars 2023, le CIO réaffirme dans une déclaration son souhait d'inclure les athlètes russes et biélorusses sous bannière neutre, tant qu'ils ne soutenaient pas activement la guerre ; le CIO confirme également la liberté des fédérations internationales de prendre position sur la réintégrations des athlètes dans leurs compétitions internationales. Elle confirme toutefois l'exclusion des équipes ainsi que l'organisation de manifestation sportive internationale sur les territoires de Russie et Biélorussie.
Le 10 mars 2023, la Fédération internationale d'escrime, dirigée pendant quatorze ans par l’oligarque russe Alicher Ousmanov avant d'en confier l’intérim au Grec Emmanuel Katsiadakis en 2022 et au sein de laquelle l'influence russe reste forte, décide de réintégrer les athlètes et officiels russes et biélorusses pour le début de la qualification pour les Jeux de 2024. Les Jeux européens de 2023 devant se dérouler fin juin en l'absence de délégations russes et biélorusses, la FIE leur retire en mai 2023 l'aspect qualificatif pour les épreuves individuelles et organise début juin ses propres championnats d'Europe en Bulgarie.
Le 26 juillet 2023, l'Ukraine autorise les athlètes à participer aux compétitions internationales, notamment les épreuves qualificatives aux JOP, y compris en cas de présence d'athlètes russes ou biélorusses, pour peu que ceux-ci concourent sous bannière neutre,,. Le lendemain matin aux championnats du monde d’escrime à Milan, la sabreuse ukrainienne Olha Kharlan est disqualifiée après sa victoire au premier tour pour ne pas avoir serré la main de son adversaire russe Anna Smirnova. Devant l'indignation suscitée par cette exclusion, le CIO et son président, l'ex-escrimeur Thomas Bach, interviennent en offrant à la sabreuse ukrainienne l'assurance d'être qualifiée pour les Jeux olympiques de Paris si elle n'y parvenait pas par les voies normales du classement mondial ou des tournois de qualification olympique. La FIE a, par la suite, apporté une modification temporaire à son règlement technique en supprimant la mention de la poignée de main obligatoire.
Le président du CIO, Thomas Bach, favorable à la présence des athlètes russes, indique en juillet qu'aucune décision ne serait prise à l'occasion de la prochaine session de l'instance programmée à Bombay à la mi-octobre. Dans un entretien accordé au quotidien L'Équipe le 6 septembre, le président Emmanuel Macron juge qu'« il ne peut pas y avoir de drapeau russe aux Jeux de Paris ; la Russie comme pays n'a pas sa place à un moment où elle a commis des crimes de guerre ».
Le 8 décembre 2023, le Comité international olympique annonce par un communiqué autoriser les athlètes russes et biélorusses à participer sous bannière neutre et sous certaines conditions (seuls seront concernés les sportifs « individuels neutres » qui ont pu franchir l'obstacle des qualifications, ne soutiennent pas activement la guerre en Ukraine, et ne sont sous contrat ni avec l'armée ni avec des agences de sécurité nationales). La Russie réagit par la voix de son ministre des Sports Oleg Matytsine qui dénonce une annonce « discriminatoire » et qui va « à l'encontre des principes sportifs ». Après avoir envisagé le boycott des Jeux olympiques, le président du Comité olympique russe, Stanislav Pozdniakov, indique que chaque sportif russe sera libre de choisir s’il souhaite y participer sous bannière neutre ou ne pas y participer.

### Participation de la délégation syrienne
La participation d'une délégation syrienne est critiquée par des organisations civiles syriennes, notamment en raison de la venue d'Omar Aroub, accusé d'avoir dirigé des crimes de guerre à l'encontre d'étudiants syriens,, et de l'utilisation de l'événement comme outil de propagande pour le régime. Deux des six membre de la délégation sont également le sujet de polémiques, Arme Hamcho, placé sous sanctions internationales, pour avoir profité de l'occasion de Jeux Olympiques précédents pour déclarer son soutien au régime et à sa répression, et Man Asaad pour avoir dédié sa victoire à Bachar el-Assad et à l'armée syrienne, responsables de crimes de guerre.

### Participation de la délégation iranienne
Des voix se sont élevées pour demander l’interdiction de l'Iran aux Jeux olympiques en raison d'allégations de violations des droits de l'homme à la suite des exécutions du lutteur iranien Navid Afkari et du champion national de karaté Mohammad Mehdi Karami, à la répression des manifestants et des athlètes lors des manifestations liées à la mort de Mahsa Amini
La sénatrice américaine Marsha Blackburn a demandé en avril 2024 au président du CIO, Thomas Bach, de bannir l'Iran des Jeux de Paris. Le CIO a exprimé de graves inquiétudes quant à la situation des athlètes iraniens et a exhorté le Comité olympique iranien à prendre les mesures appropriées auprès des plus hautes autorités pour protéger les athlètes et les membres de la communauté olympique d’un point de vue humanitaire. Le CIO avait déclaré qu'il se réservait le droit de prendre toute mesure appropriée concernant la participation du CNO iranien et des athlètes aux Jeux olympiques d’été de 2024.
L'Iran a envoyé à Paris 41 athlètes dans 14 sports. Parmi la délégation, la taekwondoïste Nahid Kiani est médaillée d'argent de l'épreuve féminine des moins de 57 kg et partage le podium avec sa compatriote Kimia Alizadeh, ancienne championne olympique iranienne et médaillé de bronze mais pour la Bulgarie car elle avait fuit son pays en dénonçant avec fracas le régime des mollahs en 2020. Après avoir pris un selfie ensemble, les deux athlètes, accompagnées de la médaillée d’or et l’autre médaillée de bronze, se sont étreintes mais la scène a été toutefois censurée par la télévision de l'État islamique en Iran.

## Controverses relatives aux Droits de l'Homme

### Conditions de travail
En 2023, un reportage de France 24 révèle que certains sous-traitants de Solideo emploient des travailleurs sans-papiers. Selon un syndicaliste, plusieurs sous-traitants seraient des sociétés turques qui se placeraient en liquidation en cas de problème. L'inspection du travail a créé une unité spécialisée qui a contrôlé près d'un site par jour ces deux dernières années sans pouvoir mettre fin au phénomène. L'unité ne comprend que sept inspecteurs du travail pour plusieurs dizaines de sites et des milliers d’ouvriers, ce qui rend difficile son travail.
En juin 2023, c'est Franceinfo qui rend public le procès aux prud'hommes que font plusieurs travailleurs contre une dizaine d'entreprises du BTP. Ces personnes expliquent avoir travaillé « sans contrat de travail, sans fiche de paie, sans congés payés ni heures supplémentaires », et avoir subi du chantage lié à leur condition de sans-papiers. Les entreprises concernées sont Eiffage, GCC, Spie Batignolles et Vinci, les principaux maitres d'ouvrage des chantiers des Jeux olympiques, ainsi que huit sous-traitants.

## Gestion interne et controverses financières
Le Parquet national financier mène en 2023 deux enquêtes autour de marchés passés pour l'organisation des Jeux olympiques, notamment par rapport au COJOP, à la Solideo et à Keneo, un cabinet de conseil
Ces enquêtes, commencées en 2017 pour l'une et en 2022 pour l'autre, visent à déterminer s'il y a eu détournement de fonds publics, favoritisme, recel de favoritisme et prise illégale d'intérêts. Il s'agit de la troisième enquête sur des sujets de détournement de fonds pendant l'organisation de Jeux olympiques d'été. Elles donnent lieu à des perquisitions en juin 2023, à plusieurs endroits dont le siège du COJOP et celui de la Solideo. En parallèle de ces enquêtes, l'Agence française anticorruption a publié en 2021 deux rapports qui indiquaient des « risques d'atteintes à la probité et de conflits d'intérêts ».
En septembre 2023, le procureur de la République financier, Jean-François Bohnert, déclare sur RTL que les enquêtes ouvertes n'ont pas révélé « de faits gravissimes de corruption ou de trafic d'influence, à ce stade » et que les investigations menées « très en amont » devraient permettre d'assurer « un déroulement serein » de la compétition.
Le 19 octobre 2023, l’Office central de lutte contre la corruption et les infractions financières et fiscales (OCLCIFF) mène de nouvelles perquisitions au siège du Comité d'organisation et d'agences événementiels chargées des cérémonies d’ouverture dans le cadre d'une troisième enquête ouverte du PNF.

### Conséquences sur le logement en Île-de-France

#### Transfert des populations mobiles
Au printemps 2023, le gouvernement annonce vouloir inciter des milliers de sans-abri à quitter la région parisienne pour la province d'ici les Jeux, arguant de la saturation des centres d'hébergement d'urgence et de la baisse du nombre d'hôtels prêts à les héberger. En effet, nombre d'hôtels avaient, pendant la pandémie de Covid-19, signé des partenariats avec l'État pour accueillir des personnes vulnérables en lieu et place des touristes. Avec le renouveau du tourisme à partir de 2022, de plus en plus d'hôtels cessent leur partenariat avec l'État, diminuant de fait le nombre de places disponibles notamment en région parisienne.
Pour mettre en place ce transfert de personnes vers la province, des structures nommées « sas d’accueil temporaires régionaux » sont construites dans plusieurs villes, avec l'objectif d'y transférer les personnes résidant précédemment en Île-de-France. Ces sas sont prévus pour ne fournir qu'un hébergement temporaire, moins de trois semaines, aux personnes transférées avant de les orienter vers des centres d'hébergement plus pérennes. Ces structures sont parfois construits dans des endroits jugés « indignes » par les municipalités, et ne correspondent pas aux nombres de places disponibles dans les centres d'hébergement d'urgence de ces régions.
Les bénévoles œuvrant dans les régions concernées par ces sas expriment rapidement leur scepticisme concernant cette pratique, notamment car cette politique conduit dès mai 2023 à des expulsions de personnes précaires déjà logées et prises en charges par les associations locales, pour accueillir à la place les personnes transférées depuis la région parisienne.
En juin 2024, selon les chiffres de la préfecture de la région Île-de-France, plus de 5 224 personnes ont été déplacées d'Ile-de-France vers d'autres régions suivant le dispositifs des « sas d’accueil temporaires régionaux ».
Cette pratique se retrouve historiquement avant de nombreux grands événements sportifs.
À Paris, le mobilier urbain anti-SDF s'est multiplié en prévision des Jeux Olympiques de 2024. Des dispositifs tels que des pics métalliques sur les rebords de fenêtres, des bancs grillagés et des blocs en béton sont installés pour empêcher les sans-abri de s'installer. Ces mesures, visant à rendre les espaces publics inhospitaliers pour les personnes sans domicile fixe, sont critiquées pour inhumanité. Des associations comme La Cloche et la Fondation Abbé Pierre ont dénoncé ces pratiques, soulignant leur caractère excluant et insidieux,.

#### Mobilisation de résidences étudiantes
Le 10 mai 2023, le compte Twitter du CNOUS annonce que l’État leur a demandé de mobiliser environ 7 % des logements des résidences universitaires, — soit 3000 logements — en Île-de-France pendant la période estivale, avec l'assurance pour les étudiants déplacés d'un relogement. L’objectif est de disposer d’un maximum d’hébergements au plus près des sites olympiques pour accueillir certains des personnels de l’État (forces de l’ordre, soignants), agents de sécurité privée et bénévoles mobilisés dans le cadre des JOP. En juillet 2023, le syndicat Solidaires étudiant-e-s saisit le tribunal administratif de Paris pour dénoncer une réquisition cachée sans concertation des étudiants concernés, ainsi que l'opacité quant à la compétence des autorités à prendre ce type de décision. Le 30 août 2023, le juge des référés suspend la décision du CROUS de Paris en justifiant un « détournement de pouvoir » et une « atteinte excessive » aux droits des étudiants dont le bail serait réduit de deux mois à l’été 2024,. En décembre 2023, le Conseil d'État confirme la légalité des baux de dix mois au regard des relogements proposés aux étudiants le souhaitant.
En octobre 2023, la ministre des sports annonce une prime de 100 euros et deux billets pour assister aux épreuves pour les étudiants devant être relogés, sans surcoût, dans une autre résidence durant l'été. La ministre assure par ailleurs qu'après les JOP, 1 667 logements, dont 1300 en Seine-Saint-Denis, seraient créés au sein du village olympique et du village des médias à Dugny.

### Prix des billets et titres de transport
Les places pour assister aux épreuves olympiques coûtent plusieurs centaines d'euros, ce qui les rend inaccessibles pour la majorité des supporters. En décembre 2023, le président de World Athletics Sebastian Coe alerte sur le sujet, indiquant que les Jeux de Paris 2024 sont en passe de devenir les Jeux les plus chers de l'histoire des Jeux olympiques et qu'il faut atteindre un équilibre entre rentabilité et accessibilité au grand public.
En partenariat avec Visa, une plateforme pour l'achat, le stockage et la revente des tickets est mise en place, afin d'éviter la revente de faux billets et de sécuriser au maximum les transactions.
En décembre 2023, l'autorité organisatrice des transports d'Île-de-France, Île-de-France Mobilités (IDFM), prévient que les tarifs des titres de transport achetés pendant la période couvrant les Jeux olympiques et paralympiques seront beaucoup plus chers — qu'il s'agisse du ticket de métro (passage du ticket t+ de 2,15 € à 4 € l'unité) ou du forfait aéroport (passage de 11 € à 16 €) — afin de financer « la mise en œuvre d'un plan de transport dédié » pour cette occasion. IDFM indique toutefois que cela « n'impactera pas les voyageurs franciliens » et communique sur les possibilités pour ne pas subir cette hausse temporaire des tarifs. Par ailleurs, IDFM propose un forfait spécifique « Paris 2024 » qui peut être acheté de manière dématérialisée pour des déplacements illimités et avec un prix dégressif selon le nombre de jours choisis.

## Controverses sanitaires

### Baignabilité et propreté de la Seine
Certaines épreuves, comme celle du triathlon masculin, ont dû être reportées à cause de la pluie ayant « souillé » le fleuve selon les organisateurs des Jeux olympiques de Paris 2024. Les bassins de décantation sont alors saturés et débordent, laissant échapper une partie de l'eau non filtrée. La Seine présente de fortes doses d'Escherichia coli et d'entérocoques, bactéries pouvant conduire à des maladies de la peau, à des gastro-entérites, ou à des leptospires selon l'Institut Pasteur. Selon un professeur canadien, les seuils de qualité de l'eau utilisés en France pour autoriser la baignade sont très permissifs, car de tels seuils entraîneraient au contraire une interdiction de baignade et une fermeture des plages à Ottawa au Canada.
Face aux risques, les responsables britanniques du triathlon décident que leurs athlètes nageant dans la seine devront prendre obligatoirement des comprimés de probiotiques avant l'épreuve et subiront une désinfection complète du corps à la fin.
En août 2024, une triathlète belge attrape un virus et doit être hospitalisée, sans que le lien avec sa baignade dans la Seine ne soit prouvé. L'équipe de triathlon féminin belge se retire de la compétition.
Le 5 août, les médias révèlent que la course de relais mixte de triathlon a eu lieu malgré le fait que l'eau de la Seine n'était pas conforme aux normes sur un des points de prélèvement, car les athlètes concernés ne se seraient pas opposés à la tenue de la compétition malgré cette information.

### Vente d'alcool
La vente d'alcool serait interdite dans les enceintes olympiques conformément à la loi Évin. Cependant, la consommation serait autorisée dans les zones VIP. En effet, le COJOP justifie cette décision du fait que la dérogation à l’interdiction de la vente d’alcool (10 événements par organisateur par an par commune) n'est pas adaptée compte tenu du nombre d'événements (700 sessions de compétition sur 17 jours de compétition).

### Mise en avant de produit douteux
S'appuyant sur le sponsoring des jeux, les laboratoires Sanofi lancent sur le marché « Initiv Biologie augmentée », un timbre cutané contre les douleurs musculaires. Ne reposant sur aucune étude clinique sérieuse, il devrait aider à la récupération physique sans apport d'actif médicamenteux, mais uniquement en réduisant la perte de chaleur localement. Sanofi met en place une stratégie de vente imposée aux officines sous peine de perdre l'accès aux tarifs d'achats fournisseur sur les médicaments considérés comme essentiels tels que le Doliprane.

### Infestation de Paris par les punaises de lit
À l'automne 2023, une fake news selon laquelle la capitale française serait infestée par des punaises de lit est reprise sans vérification par de nombreux médias français, ce qui créé un début de « psychose » dans tout le pays,. Même le gouvernement panique, le ministre des Transports Clément Beaune promettant des actions rapides alors que le chef du groupe parlementaire Renaissance à l'Assemblée nationale, Sylvain Maillard, annonce une proposition de loi avant la fin de l'année. Les médias internationaux s'adonnent au French bashing, à moins d'un an de l'ouverture des Jeux olympiques,. Quelques jours plus tard la polémique s'essouffle, les chiffres des agences sanitaires démentant une telle situation,.
Viginum, l'agence française chargée de la lutte contre les ingérences numériques étrangères, identifie la présence de l'Azerbaïdjan, avec l'aide de la Russie, dans le déclenchement et l'amplification de la polémique. Cette campagne de désinformation fait suite à celle de l'appel au boycott de juillet 2023 dont le but était le même : dénigrer la France en mettant en doute sa capacité à organiser les Jeux olympiques.

## Controverses liées aux questions de sécurité

### Augmentation des assignations à résidence
En juillet 2024, à l'approche des JOP, le ministère de l'Intérieur intensifie les mesures de sécurité en imposant des mesures individuelles de contrôle administratif et de surveillance à 155 personnes jugées potentiellement dangereuses. Ces mesures, introduites par la loi « Silt » de 2017, obligent les individus concernés à rester dans un périmètre défini et à pointer quotidiennement au commissariat. L'avocat Vincent Brenghart critique l'usage de ces mesures, notamment leur impact sur des personnes sans condamnations préalables et la difficulté de contester ces décisions devant la justice administrative. Il dénonce des procédures arbitraires et expéditives, soulignant que les personnes visées peuvent être assignées à résidence indéfiniment en fonction des événements,,.

### Retraités armés
Un scandale récent a éclaté en France concernant l'emploi de retraités armés comme agents de sécurité pour les Jeux Olympiques de Paris 2024. L'incitation des retraités à occuper ces postes, notamment pour pallier le manque de personnel, a suscité de vives critiques et inquiétudes quant à leur sécurité et à l'efficacité de ces mesures. Certains observateurs estiment que cette décision reflète une mauvaise gestion des ressources humaines pour un événement d'une telle envergure,.

### Nouveaux usages
Les Jeux olympiques de Paris 2024 inaugurent un usage étendu d’algorithmes de surveillance et de drones pour renforcer la sécurité. La RATP et la SNCF déploient, pour la première fois à une telle échelle, des caméras assistées d’IA dans plus de cinquante gares pour détecter des situations anormales (foules, objets abandonnés, etc.). En Seine-Saint-Denis, des drones survolent certaines villes, autorisés pour plusieurs semaines. Cette utilisation sans précédent suscite des inquiétudes quant à la vie privée et à la liberté d’expression, notamment en raison des risques de discrimination et de surveillance prolongée après les JO.

## Problèmes environnementaux

### Greenwashing
Il est révélé le 4 août que « Malgré l'installation de fontaines à eau ou à soda, sur de nombreux sites de compétition des Jeux olympiques de Paris 2024, les gobelets des spectateurs sont remplis avec des millions de bouteilles en plastique. D'autres sont distribuées aux athlètes, en dépit de la loi, selon plusieurs associations ». L'association France Nature Environnement décerne ironiquement aux JO la médaille d'or du greenwashing. Le site web Reporterre publie un reportage mettant plus précisément en cause The Coca-Cola Company.
Bien que la marque mette en avant des initiatives telles que des fontaines et écocups, un document confidentiel indique que 75 % des boissons servies aux JO seront finalement distribuées en bouteilles plastiques, soulevant des questions sur la compatibilité de cette approche avec l'objectif du Comité d’organisation de réduire de moitié l'usage de plastique par rapport aux Jeux de Londres en 2012,.
Le rapport de Carbon Market Watch et d'Éclaircies, ainsi que des ONG telles que Reclaim Finance et Break Free From Plastic, ont mis en lumière les impacts environnementaux controversés de certains sponsors des Jeux olympiques de Paris 2024. Parmi eux, au moins six entreprises affichent des objectifs climatiques non conformes aux engagements de l'Accord de Paris.
Le Comité d’organisation des JO de Paris 2024 a annoncé des projets de reforestation pour compenser une partie des émissions de CO₂ de l’événement. Cependant, ces initiatives, qui couvrent de petites surfaces avec des essences parfois mal adaptées aux régions concernées, sont critiquées par des experts. Selon eux, cette stratégie privilégie des plantations rapides et des essences favorables à l'industrie du bois, mais peu efficaces pour la biodiversité et la séquestration de carbone à long terme.

## Appel au boycott
En juillet 2023, une campagne numérique de manipulation de l'information, plus particulièrement sur les réseaux sociaux, vise à nuire à la réputation et l'image de la France dans le monde. De nombreux messages mettent en doute la capacité de la France à pouvoir organiser les Jeux olympiques à Paris et appellent au boycott de cet évènement, tout comme des visuels partagés « massivement » avec notamment une vidéo devenue « virale ». La campagne reprend également les images des émeutes consécutives à la mort de Nahel Merzouk et les instrumentalise en les confondant avec celles d'évènements sportifs.
Cette opération, baptisée Olympia, est détectée par le service français chargé de la lutte contre les ingérences numériques étrangères, Viginum. Un rapport de Viginum décrit les modes opératoires et identifie la source. Sur le réseau X, la campagne d'appel au boycott des Jeux provient d' « un compte X primo-diffuseur », dont l’identité correspond à celle d’un membre du parti au pouvoir et proche du président azerbaïdjanais. Plusieurs milliers de faux comptes et faux sites créés pour l'occasion relaient ces messages ainsi que ceux de vrais utilisateurs utilisant les hashtag « #PARIS2024 » et « #BOYCOTTPARIS2024 ». L'Azerbaïdjan reprend ainsi les techniques de propagande numérique se basant sur des usines à trolls, également utilisées par la Russie et la Chine.